# کاروانسرای ارجنان
کاروانسرای ارجنان مربوط به دوره قاجار است و در شهرستان اردکان، بخش مرکزی، روستای ارجنان واقع شده و این اثر در تاریخ ۱۱ مرداد ۱۳۸۴ با شمارهٔ ثبت ۱۲۶۵۵ به‌عنوان یکی از آثار ملی ایران به ثبت رسیده است. این رباط در اواخر سدهٔ ۱۳ قمری ساخته شده و بانی آن مرحوم حاجی شیخ آقابابای هرندی۱ است.